# The Wanderer
The Wanderer er en sang skrevet af Ernie Maresca og oprindeligt indspillet af Dion. Sangen, med et 12-bar blues-basevers og en otte-bar bridge, fortæller historien om en rejsende mand og hans mange kærligheder.

## Coverversioner fra Skandinavien
Der er foretaget mange fortolkninger af denne sang, inklusive af Eddie Meduza, og der er også en dansk version med Bamses Venner ved navn Volleborg.